# Aboazar Lovesendes
 (janvier 2016).
Aboazar Lovesendes ou Aboaçar Ramires (Xe siècle) est un chevalier médiéval. Il est l'ancêtre des seigneurs de Maia (en).

## Biographie
Aboazar est le fils de Lovesendo Ramires (fils de Ramiro III de León) et de Zaira bint Zaydan (arrière-petite-fille d'Abdullah ibn Muhammad al-Umawi, calife de Cordoue).
La femme d'Aboazar, Unisco Godinez, est la fille de Godinho, comte des Asturies.